# Xã Franklin, Quận Harrison, Ohio
Xã Franklin (tiếng Anh: Franklin Township) là một xã thuộc quận Harrison, tiểu bang Ohio, Hoa Kỳ. Năm 2010, dân số của xã này là 603 người.